# Кожевников, Лев Александрович
Лев Алекса́ндрович Коже́вников (1770 — после 1825) — российский государственный деятель, астраханский губернатор, действительный статский советник (1807).

## Биография
Из дворян Московской губернии. Закончил военную службу в чине секунд-майора.
С 1793 года — заседатель Псковского верхнего земского суда.
С 1802 году — олонецкий вице-губернатор. По должности возглавлял Олонецкую казённую палату, став тем самым первым в истории Карелии главой местного финансового ведомства.
С 1803 года — гродненский вице-губернатор.
С 1807 по 16 ноября 1811 годы — астраханский губернатор.
Руководил ликвидацией эпидемии чумы в губернии. При нём развернулось активное строительство в Астрахани — были построены деревянные торговые корпуса на Больших Исадах (1808), заложена соборная колокольня в Астраханском кремле.

## Семья
Дети:
- Анна
- Андрей (25.8.1802 — 20.4.1867) — декабрист, государственный деятель
- Екатерина (1803-?)
- Матвей — государственный деятель